# Bernat de Santa Eugènia de Berga
Bernat de Santa Eugènia de Berga, també anomenat Bernat de Santaeugènia o Bernat de Montgrí i de Santa Eugènia, (Torroella de Montgrí, ? - Torroella de Montgrí, 1269) va ser cavaller, lloctinent del Regne de Mallorques i conseller del rei Jaume I d'Aragó.

## Llinatge
Bernat de Santa Eugènia de Berga era fill fadristern del senyor de Torroella de Montgrí, Pere de Torroella, i germà de l'hereu Ponç Guillem de Torroella, així com de Guillem de Montgrí, sagristà de Girona, de Pere de Torroella (també anomenat Pere de Montgrí) i de Ramon de Torroella (també anomenat Ramon de Santa Eugènia), qui fou bisbe de Mallorca.
Bernat de Montgrí perengué el cognom de Santa Eugènia perquè el seu llinatge s'havia emparentat amb una branca dels Santa Eugènia de Berga i ell n'heretà els béns de Santa Eugènia de Berga. Posteriorment es casà amb Beatriu, de llinatge no conegut. L'hereu dels Montgrí, Ponç Guillem de Torroella, morí cap al 1228 i en Bernat de Santa Eugènia de Berga heretà també la senyoria de Torroella de Montgrí.
El fill de Bernat de Santa Eugènia de Berga fou Ponç Guillem de Torroella, però aquest morí jove i els seus béns foren heretats per la seva filla Sança de Santa Eugènia de Berga, muller del vescomte Guerau VI de Cabrera.

## Croada contra Al-Mayûrqa
Fidel conseller del rei Jaume I d'Aragó, participà en la Croada contra Al-Mayûrqa amb una host de 30 cavallers. A raó d'aquesta aportació, li foren concedides 154 cavalleries en el repartiment de l'illa.
El 1230 i quan el rei abandonà l'illa, aquest el nomenà governador i li encarregà conjuntament amb Pero Maça la missió de destruir els focus d'insurgència islàmica que resistien la invasió a Artà, Pollença i Alaró.
El 1231 retornà a Catalunya per demanar al rei la seva presència a l'illa a fi de signar el Tractat de Capdepera amb el cadi de Manûrqa.

## Conquesta de Yabisah i Setge de Mâdina Balansiyya
El 1235, juntament amb el seu germà demanà a Jaume el Conqueridor les illes d'Eivissa i Formentera, i després d'obtenir la butlla papal van ocupar Yabisah i poc després participà en el Setge de Mâdina Balansiyya. Després de la capitulació de la ciutat li foren concedides propietats en l'horta.

## Actuació política
Continuat actuant com a conseller del rei en Jaume I d'Aragó fins al 1262 i aquest li concedí en feu el Castell de Pals. Morí pocs anys després, el 1269 i es deu enterrar a la canònica de Santa Maria d'Ullà.